# Maj Sjöwall
Maj Sjöwall (Stockholm, Svédország, 1935. szeptember 25. – 2020. április 29.) svéd írónő, újságíró, műfordító.
1965-től 1975-ig élettársával, Per Wahlöővel tíz krimit írtak hősük, Martin Beck felügyelő nyomozásairól. Regényeiket több nyugati és kelet-európai nyelven is kiadták világszerte hatalmas sikert aratva. Sokan a skandináv krimik iránti érdeklődési hullám illetve a szociokrimi elindítását is az ő nevükhöz kötik.
Élettársához hasonlóan Maj Sjöwall is erősen baloldali elkötelezettségű író volt, ám ez közös műveikben csupán enyhébb vagy erősebb társadalomkritika formájában mutatható ki nyomokban.

## Élete
Újságírást és grafikusnak tanult. A gimnázium elvégzése után először az Ahlen & Akerlund (1954-től 1959-ig), majd a Wahlström & Widstrand kiadóvállalatnál dolgozott (1959 és 1961 között), végül a Esselte-nél helyezkedett el (1961-1963).
Az 1960-as évek közepétől élettársával, Per Wahlöővel krimik sorát írták regényhősük, Martin Beck főfelügyelő nyomozásairól.
Számos alkalommal filmesítették meg regényeiket Svédországban és külföldön is.
Per Wahlöö 1975-ben bekövetkezett halála után fordítóként dolgozott. Többek között Ed McBain és Anne Holt regényeit fordította svédre.
Hat, regényeikből készült 1993-as, 1994-es filmben kámeaszerepben is feltűnt.

## Családja, magánélete
Az írónő Will Sjöwall menedzser és második felesége, Margit Trobäck lánya. Féltestvére Lars Sjöwall (1925-2005) menedzser. Bátyja Ake (született 1933-ban), húga Kerstin Sjöwall (született 1940-ben).
Első férje (1955-1958) Gunnar Isaksson (1915-1983) szerkesztő volt. Második házasságában (1959-1962) férje a fotós Hans J. Flodquist (1912-1987) volt. Egy fiuk született, Lars Flodquist, aki orvos lett.
1963-tól volt élettársa Per Wahlöőnek, aki Waldemar Wahlöö író, újságíró és Karin Svensson fia volt, fivére pedig Claes Wahlöö.
Fiaik Tetz Sjöwall Wahlöö (1963) és Jens Sjöwall Wahlöö (1966). Mindketten a filmiparban dolgoznak.
Lánya, Lena, egy korábbi kapcsolatából született.

## Regényei Per Wahlöövel
- Roseanna (Roseanna, 1965), Rakéta Regényújság IV. évfolyam 1-6. szám, Budapest, 1977, fordította: Révbíró Tamás
- A svéd, akinek nyoma veszett (Mannen som gick upp i rök, 1966), Rakéta Regényújság II. évfolyam 39-42. szám, Budapest, 1975, fordította: Hegedűs B. András
- Mannen på balkongen (’Férfi az erkélyen’, 1967)
- A nevető rendőr (Den skrattande polisen, 1968), Rakéta Regényújság, Magvető Könyvkiadó, Budapest, 1977, fordította: Hegedűs András
- Az elveszett tűzoltóautó (Brandbilen som försvann, 1969), Európa Könyvkiadó, Budapest, 1981, fordította: Magyar Csaba (Fekete könyvek)
- Polis, polis, potatismos![11] (’Rendőr, rendőr, krumplipüré!’, 1970)
- Gyilkos a háztetőn (Den vedervärdige mannen från Säffle, 1971), Magvető Könyvkiadó, Budapest, 1974, fordította: Lontay László (Albatrosz könyvek)
- Det slutna rummet (’A lezárt kamra’, 1972)
- Polismördaren (’A rendőrgyilkos’, 1974)
- Terroristerna (’Terroristák’, 1975)
- Sista resan och andra berättelser (’Az utolsó út és más történetek’, 2007)

## Egyéb könyvei
- Maj Sjöwall: Nielsen Bjarne. Dansk intermezzo (’Dán intermezzo’, 1989)
- Maj Sjöwall–Tomas Ross: Kvinnan som liknade Greta Garbo (’Nők, mint Greta Garbo’, 1990)
- Maj Sjöwall–Jürgen Alberts: Erbsensuppe flambiert (’Flambirozott borsóleves’, 2003)
- Maj Sjöwall: Sista Resan och andra berättelser (’Az utolsó utazás és egyéb történetek’, 2007), Per Wahlöö anyagainak felhasználásával
- Maj Sjöwall–Jürgen Alberts: Der letzte Raucher (’Az utolsó dohányos’, 2009)

## Novellák
- A multimilliomos című novellájuk a Valami a tekintetében című kötetben, Animus Kiadó, Budapest, 2014, Skandináv krimik sorozat

## Filmek
- 1967 – Mördaren – en helt vanlig person (’A gyilkos – egy hétköznapi ember’, író) (Nem Martin Beck történet.)
- 1967 – Roseanna (azonos című regényükből)
- 1973 – A nevető rendőr (azonos című (Den skrattande polisen) regényükből)
- 1976 – Gyilkos a tetőn (Mannen pa taket, rendezte: Bo Widerberg, svéd film Den vedervärdige mannen från Säffle című regényükből)
- 1980 – A svéd, akinek nyoma veszett (rendezte: Bacsó Péter magyarul azonos, eredetileg Mannen som gick upp i rök címmel megjelent regényükből)
- 1981 – Nezakonchennyy uzhin (Polis, polis, potatismos! című regényükből)
- 1992 – Beck – De gesloten kamer (Det slutna rummet azaz ’A lezárt kamra’ című regényükből )
- 1993 – Brandbilen som försvann (Az elveszett tűzoltóautó, azonos című regényükből)
- 1993 – Roseanna (Video) (azonos című regényükből)
- 1993 – Polis polis potatismos (’Rendőr, rendőr, krumplipüré!’, video azonos című regényükből)
- 1993 – Mannen på balkongen (’Férfi az erkélyen’, svédül azonos című regényükből)
- 1994 – Polismördaren (Video) (azonos, ’A rendőrgyilkos’ című regényükből)
- 1994 – Stockholm Marathon (’Stockholm Maraton’, ’A terroristák’ (Terroristerna) című regényükből)
- 1997–2016 – Beck (svéd tévéfilmsorozat, r.: Harald Hamrell, Kjell Sundvall, Mårten Klingberg és mások)

## Színészként (kisebb,kámeaszerepekben)
- 1993 – Brandbilen som försvann (Az elveszett tűzoltóautó) – Utas a repülőgépen
- 1993 – Roseanna – Per Månssons titkárnője
- 1993 – Polis polis potatismos (’Rendőr, rendőr, krumplipüré!’) – Az asztalnál álló nő a Savoyban
- 1993 – Mannen på balkongen (’Férfi az erkélyen’) – Tanárnő
- 1994 – Polismördaren (’A rendőrgyilkos’) – Gazdálkodó asszony
- 1994 – Stockholm Marathon (’Stockholm Maraton’) – Rajtbíró

## Díjak
- 1971 – Edgar Díj – Per Wahlöővel a legjobb regény díja A nevető rendőr című regényükért
- 2006 – Riverton nemzetközi fődíj
- 2013 – Jan Myrdal nagydíj – Lenin-díj